# 梨泰院洞
梨泰院洞（：／ Itaewon dong */?）是位於韓國首爾龙山区的一个行政洞，位于龙山区中部。

## 概况
梨泰院洞的名稱，來源於轄區內的梨泰院，其名稱最早來自李氏朝鮮時期在這裡廣種梨樹的記載。後曾一度有日軍基地存在於此。在朝鮮戰爭結束後，這裡一度被稱為異胎院。在1997年該區域被劃為特區，目前該區域逐漸以商業區為主。

## 下辖法定洞
- 梨泰院第1洞
- 梨泰院第2洞

## 建筑
- 解放村
- 梨泰院初等學校
- 首爾迪吉泰克高等學校
- 戰爭紀念館
- 龍山電子商街
- 龍山家族公園

## 交通
●首尔地铁6号线：梨泰院站